# Amt Herbern
Das Amt Herbern war ein Amt im Kreis Lüdinghausen in Nordrhein-Westfalen. Im Rahmen der nordrhein-westfälischen Gebietsreform wurde das Amt zum 1. Januar 1975 aufgelöst.

## Geschichte
Im Rahmen der Einführung der Landgemeindeordnung für die Provinz Westfalen wurde 1844 im Kreis Lüdinghausen das Amt Herbern gebildet, das zunächst nur die Gemeinde Herbern umfasste.
Anlässlich der Auflösung des benachbarten Amtes Werne trat am 1. Januar 1923 die Gemeinde Stockum zum Amt Herbern.
Das Amt Herbern wurde zum 1. Januar 1975 durch das Münster/Hamm-Gesetz aufgelöst. Herbern wurde mit der Gemeinde Ascheberg zu einer neuen Gemeinde Ascheberg zusammengeschlossen, die auch Rechtsnachfolgerin des Amtes wurde und zum neuen Kreis Coesfeld kam. Stockum wurde in die Stadt Werne an der Lippe eingegliedert, die zum neuen Kreis Unna kam.

### Wappen
| Wappen des früheren Amtes Herbern | Blasonierung: „Gespalten; vorn von Blau und Gold (Gelb) viermal schräggeteilt; hinten in Silber (Weiß) ein aus dem Schildhaupt hervorbrechender roter Blitz.“ |
| Wappen des früheren Amtes Herbern | Wappenbegründung: Das Wappen wurde am 22. Juni 1955 vom nordrhein-westfälischen Innenminister verliehen. Das Wappen vereint die Zeichen der Wappen der Mitgliedsgemeinden Herbern und Stockum. Der vordere Teil entstammt dem Wappen der Herren von Herbern, der Blitz steht für das zwischen 1913 und 1917 errichtete Kraftwerk Gersteinwerk. |

## Einwohnerentwicklung
| Jahr | Einwohner | Quelle |
| ---- | --------- | ------ |
| 1858 | 2742      | [ 4 ]  |
| 1871 | 2644      | [ 5 ]  |
| 1885 | 2735      | [ 6 ]  |
| 1910 | 2787      | [ 7 ]  |
| 1939 | 4832      | [ 8 ]  |
| 1950 | 6683      | [ 9 ]  |
| 1974 | 8522      | [ 9 ]  |

Das Amt wurde 1923 vergrößert.